# یوم‌کیپور
یوم‌کیپور (به عبری: יוֹם כִּפּוּר) (به عربی: یوم الغفران) که معنی واژه به واژه آن از زبان عبری روز بخشایش گناهان است و به نام روز آمرزش نیز شناخته می‌شود؛ مهم‌ترین جشن مذهبی یهودیان و مقدس‌ترین روز در گاه‌شماری عبری است.
در دهمین روز پس از روش هاشانا (عید سال نو عبری) که دهمین روز ماه تیشری در گاهشماری عبری است، یوم‌کیپور دانسته می‌شود. در روز یوم کیپور، موسی از کوه سینا بازگشت.
بر اساس میشنا، روزه گرفتن در یوم کیپور واجب است؛ همچنین یهودیان در این روز باید نیم ساعت قبل از مغرب تا نیم ساعت بعد از مغرب روز بعد، از خوردن و آشامیدن پرهیز کنند، از خودشویی بپرهیزند، از استعمال بوی خوش و روغن مالیدن به بدنشان خودداری کنند؛ همچنین آن‌ها نباید کفش چرمی به پا کنند یا با همسر خویش جماع کنند، حتی برخی از آن‌ها به فرزندان خود نیز شیر نمی‌دهند و به حیواناتشان نیز طعام نمی‌دهند؛ یهودیان معمولاً در غروب روز پیش از یوم‌کیپور را نیز جشن می‌گیرند و غذای ضیافت برپا می‌کنند؛ در این شامگاه نانی بر سفره می‌نهند که به شکل بال است و معمولاً آن را نمادی از فرشتگان می‌دانند. در این روز معمولاً یهودیان به نشانهٔ شادمانی لباس سفید برتن می‌کنند. یهودیان در روز کیپور، چهار نوبت به کنیسه می‌روند و دعا و نماز می‌خوانند و یک بار هم ایستاده مکتوبی را می‌خوانند که مربوط به آمرزش گناهان است. خاخام پایان روزه یوم کیپور را با دمیدن در کرنای شوفار به آگاهی یهودیان می‌رساند، و آن‌ها بیست و پنج ساعت روزه خود را می‌گشایند.

## ارتباط با روش هشانا
یوم کیپور روز دهم ماه هفتم است و به عنوان شبات شباتها قلمداد می‌شود. روش هشانا اولین روز این ماه است که در آن آمرزش از خدا درخواست می‌شود. یوم کیپور تکمیل‌کننده روزهای مقدس یمیم نورائیم است که با روش هشانا شروع می‌شود.

### کتاب بهشتی باز می‌شود
بر اساس سنت یهودی، ماه هفتم ماه قضاوت خدا بر قوم اسرائیل است. از این رو روش هشانا، یوم هادین (یوم الدین در زبان عربی) نامیده می‌شود. از این رو در ده روز بین روش هشانا تا یوم کیپور دادگاه الهی در حال تصمیم‌گیری است و در روز یوم کیپور حکم دادگاه الهی برای سال بعد صادر می‌شود. در ده روز بین روش هشانا و یوم کیپور یهودیان تلاش می‌کنند که رفتار خود را اصلاح کنند و برای گناهان خود درخواست بخشش کنند. عصر روز یوم کیپور یهودیان به گناهان خود اعتراف می‌کنند و در پایان یوم کیپور امیدوارند که خدا گناهان آن‌ها را مورد بخشش قرار دهد.

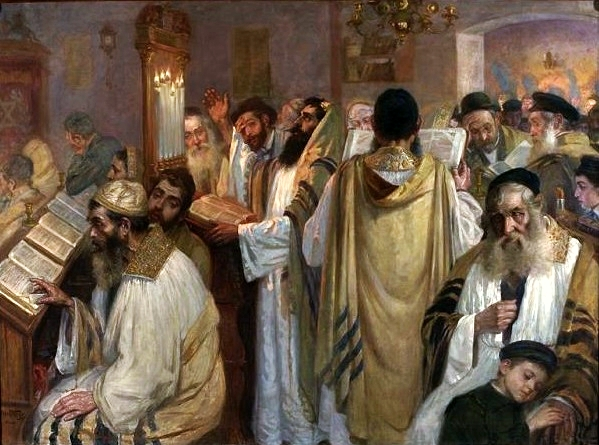
غروب قبل از یوم کیپور، نقاشی اثر جاکوب وینلز.

## در زمان معبد اول و دوم
در کتاب مقدس مراسم خاصی برای یوم کیپور ذکر شده است. در لاویان(۱۶:۲۹) دستور ایجاد روز دهم ماه هفتم به نام یوم کیپور داده شده است. این روز شبات شبات‌ها نامیده می‌شود که روزی است که فرد باید به روح خود بپردازد.
لاویان ()۲۳:۲۷ ذکر می‌کند که یوم کیپور باید حتماً روز استراحت باشد. در سنت یهودی بر اساس تلمود پنج ممنوعیت برای یوم کیپور وجود دارد:
1. چیزی خورده و آشامیده نشود.
2. کفش چرمی پوشیده نشود.
3. حمام و شستشو انجام نشود.
4. فرد خود را توسط لوسیون یا عطر مسح نکند.
5. رابطه جنسی برقرار نشود.

روزه یوم کیپور در غروب خورشید روز قبل آغاز شده و در پایان شب روز یوم کیپور پایان میابد. معمولاً به صورت سنتی یهودیان در این روز لباس سفیدرنگ می‌پوشند. بسیاری یهودیان ارتدوکس روز قبل از یوم کیپور به میکوه می‌روند و مراسم کپاروت را انجام می‌دهند.

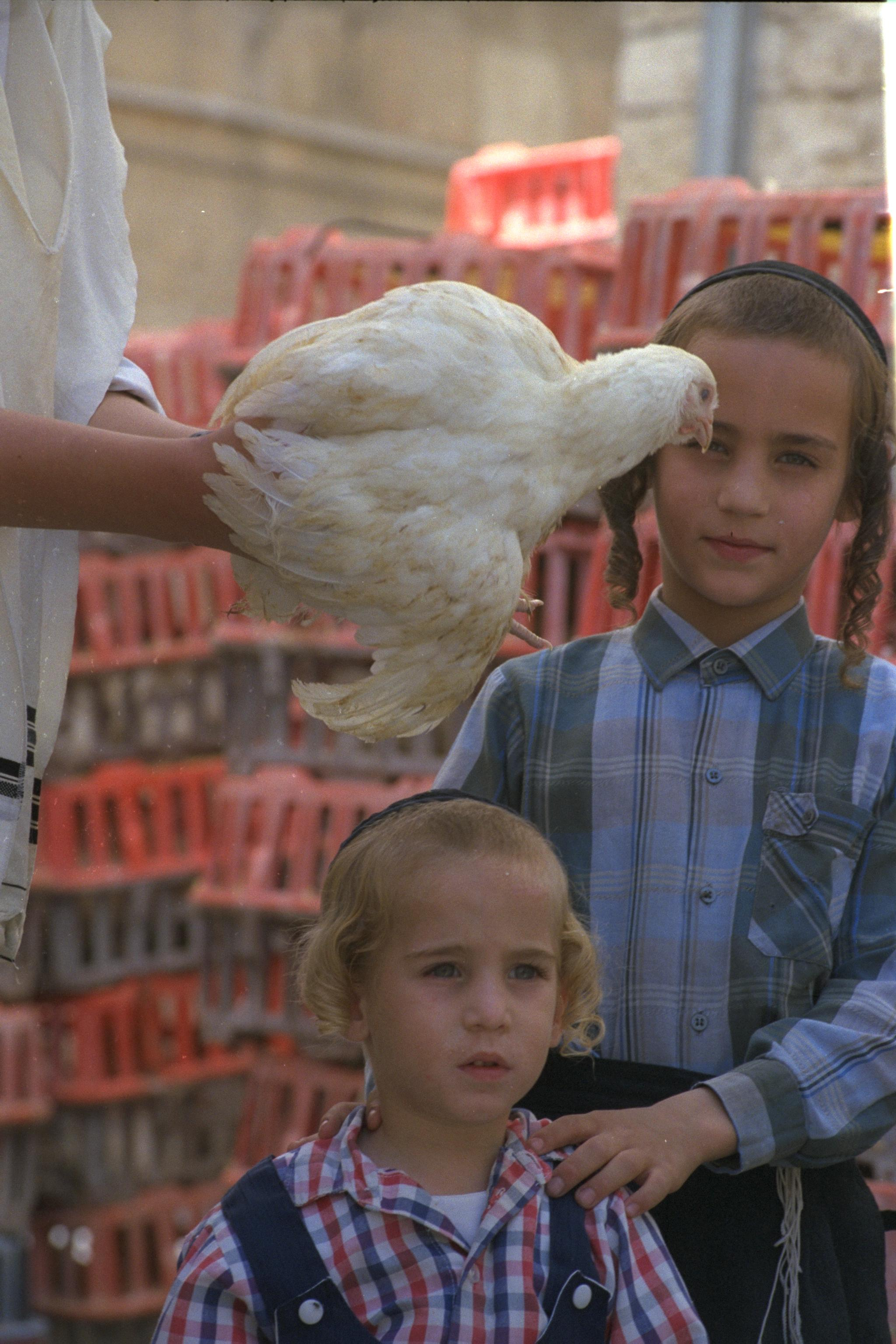
مراسم کپاروت در روز قبل از یوم کیپور.

برای طلب مغفرت از خدا یک فرد باید:
1. دعا کند.
2. توبه کند.
3. به خیریه کمک کند.

## دعاها
در نیایش روز کیپور، نیایشگران در کنیسه آرزو کرده می‌خوانند: پروردگاری که صلح در کهکشان‌ها را بر قرار ساخته، بر سر ما و همه اسرائیل (ملت یهود) سایه صلح برقرار خواهد ساخت.

### کول نیدری
در روز یوم کیپور قبل از طلوع خورشید یهودیان در کنیسه جمع می‌شوند. رول‌های تورات باز شده و دو نفر آن را در جلوی حذان نگاه می‌دارند. سپس حذان دعای کول نیدری را می‌خواند.

## در تورات

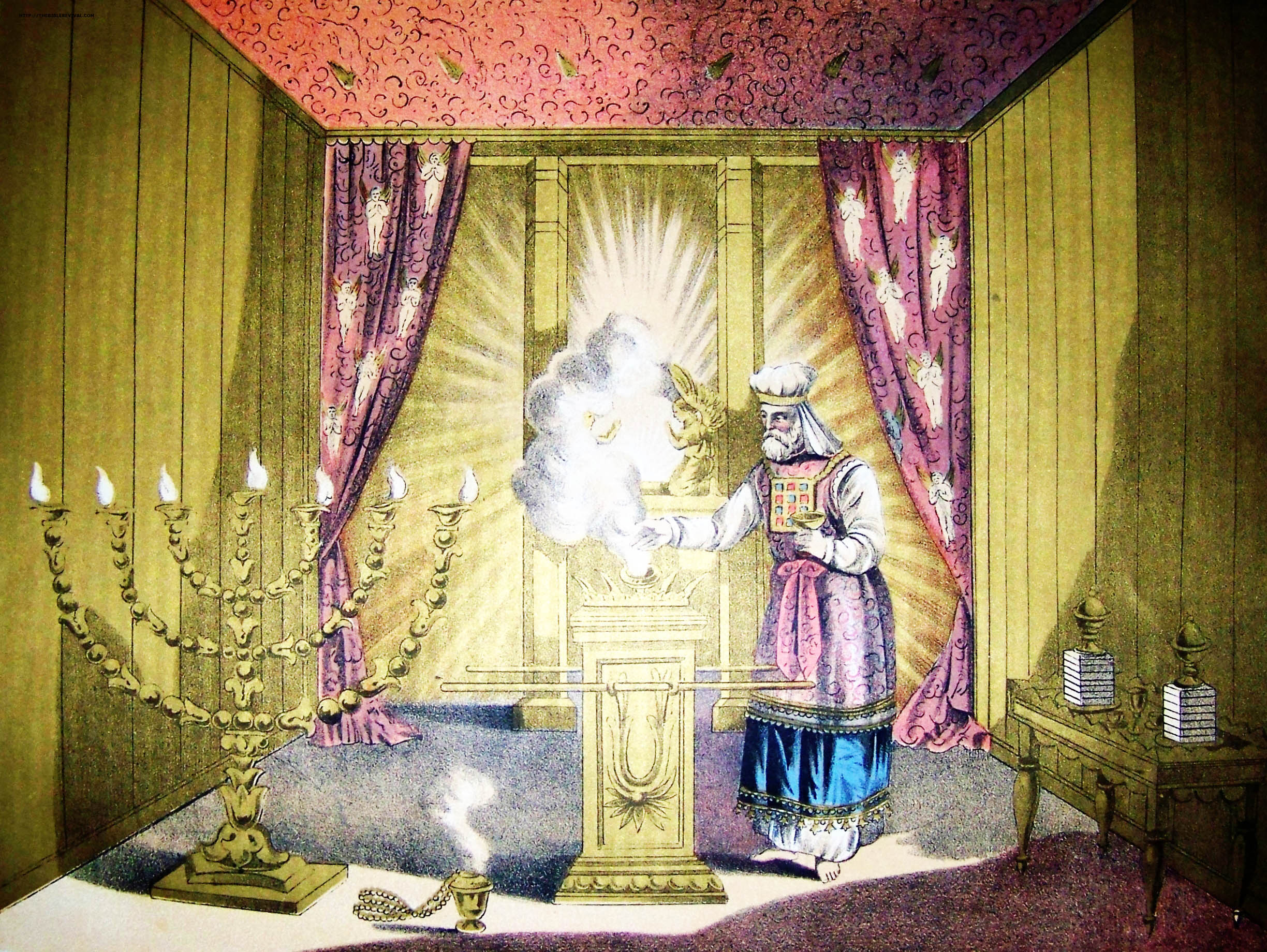
ورود کاهن اعظم به قدس الاقداس در معبد، کتاب مقدس نسخه هلمن سال ۱۸۹۰ میلادی.

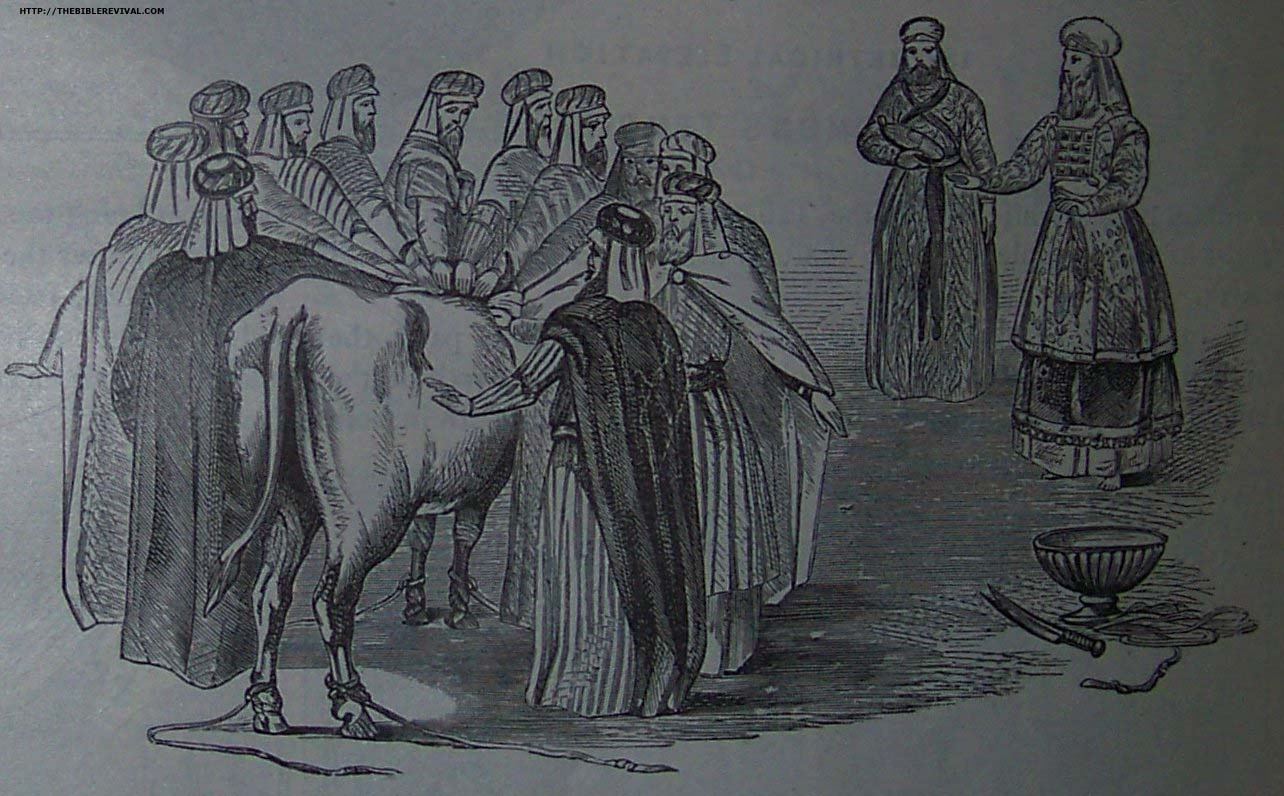
قربانی ملی برای کفاره گناهان اسرائیل توسط کاهن اعظم، نقاشی از کتاب مقدس هلمن سال ۱۸۹۰ میلادی.

در تورات یوم کیپور، یوم هاکیپوریم (יוֹם הַכִּפּוּרִים) نامیده می‌شود. قوانین یوم کیپور در سه بخش تورات بیان شده‌اند:
1. لاویان (۱۶:۱–۳۴) خدا به موسی فرمان می‌دهد که به هارون بگوید که به قدس الاقداس رفته و در برابر پارچه‌ای که در برابر تابوت عهد است قرار گیرد. در این هنگام خدا در کنار تابوت عهد در ابری حضور دارد. اگر هارون در زمان دیگری به قدس الاقداس وارد شود خواهد مرد. خدا به قوم اسرائیل دستور می‌دهد که در روز دهم ماه هفتم توبه کرده و از کار دست بکشند و استراحت کنند. کوهن گادول و کوهن‌ها مسئول رهبری مراسم یوم کیپور هستند.
2. لاویان(۲۳:۲۶–۳۲:) خدا به موسی فرمان می‌دهد که روز دهم ماه هفتم را مقدس بدارد. مردم باید قربانی سوخته به خدا تقدیم کنند و کسی نباید در این روز کار کند. شبات خدا به موسی می‌گوید که هر کسی در این روز کار کند، روحش از بقیه مردم جدا خواهد شد. این روز باید روز استراحت باشد.
3. اعداد(۲۹:۷–۱۱:) روز دهم ماه هفتم مقدس داشته شود و هیچ‌کس نباید در این روز کار کند. برای قربانی، فرد باید یک گاو جوان، یک قوچ و هفت گوسفند که هرکدام یکسال دارند تقدیم کند. برای کفاره گناهان فرد باید یک بز نر را قربانی کند.

### تفسیر میدراش
در تفسیر میدراش روز یوم کیپور روزی است که موسی برای بار دوم ده فرمان را دریافت کرد (موسی سنگ‌های ده فرمان را در بار اول بعد از دیدن پرستش گوساله توسط قوم اسرائیل خرد کرده بود). در این زمان ۴۰ روز دستور خدا به موسی تکمیل گردید. در این زمان خدا گناه قوم اسرائیل در پرستش گوساله سامری را مورد بخشش قرار داد و از این رو این روز روز آمرزش نام گرفت.

## مراسم در زمان وجود معبد

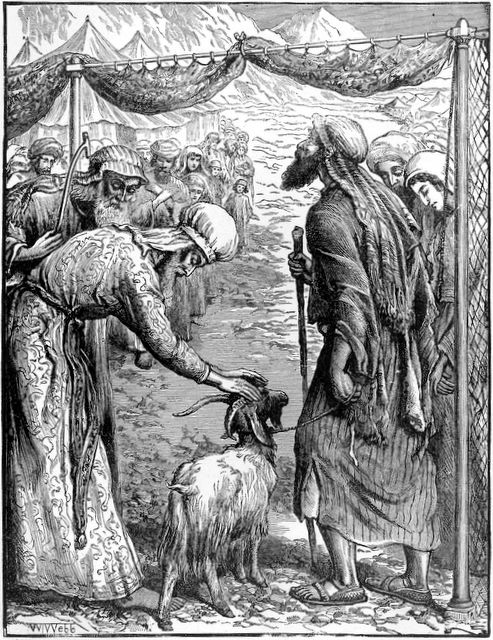
روانه کردن بز برای عزازل به بیابان، کتاب مقدس نسخه ویلیام جیمز وب.

مراسم زیر از سنت شفاهی یهودی در تلمود استخراج شده است. در زمانی که معبد در اورشلیم وجود داشت کوهن گادول یا کاهن اعظم وظیفه داشت یک سری مراسم بسیار پیچیده را به دقت انجام دهد. این مراسم مهم‌ترین قسمت یوم کیپور بود زیرا در واقع کاهن اعظم با انجام این مراسم برای قوم اسرائیل طلب آمرزش می‌کرد. انجام این مراسم بسیار سخت بود و نیازمند پنج بار غسل در میکوه و چهار بار تعویض لباس توسط کاهن اعظم بود. هفت روز قبل از یوم کیپور، کاهن اعظم در اتاق پالهدرین در معبد خود را زندانی می‌کرد و به مطالعه دستورها کاهن‌های قبلی و روحانیون که با مراسم آشنا بودند می‌پرداخت. در این هنگام خاکستر گاو سرخ به همراه آب به او برای طهارت پاشیده می‌شد. مراسم روز یوم کیپور به شرح زیر بودند:
- قربانی صبحگاه (تامید): کوهن گادول اول قربانی روزانه معمولی را در صبحگاه انجام می‌داد. این مراسم معمولاً توسط روحانیون عادی انجام می‌شد. برای اینکار او یک لباس طلایی خاص می‌پوشید و دست‌ها و پاهای خود را در میکوه می‌شست.
- تعویض لباس: کوهن گادول در میکوه خاصی در معبد غسل می‌کرد و سپس لباس خاصی می‌پوشید. او دست‌ها و پاهای خود را دو بار می‌شست.
- قربانی گاو به عنوان کفاره شخصی: کوهن گادول بر روی گاو خم می‌شد و اعتراف به گناهان خود و خانواده اش می‌کرد و نام خدا (ی-ه-و-ه) را بر زبان میاورد. مردم بعد از شنیدن آن نام سجده می‌کردند. او سپس گاو را قربانی کرده و خون آن را در ظرفی جمع می‌کرد.
- قرعه بین دو بز: در دروازه شرقی، کوهن گادول بین دو بز قرعه می‌کشید و یکی را برای خدا قربانی می‌کرد و یکی را برای عزازیل کنار می‌گذاشت. کوهن گادول بین شاخ‌های بزی که برای عزازل در نظر گرفته شده بود نواری قرمز رنگ می‌بست.
- آماده‌سازی عود
- قربانی عود
- پاشیدن خون گاو در قدس الاقداس
- قربانی بز برای کفاره گناهان کوهن‌ها

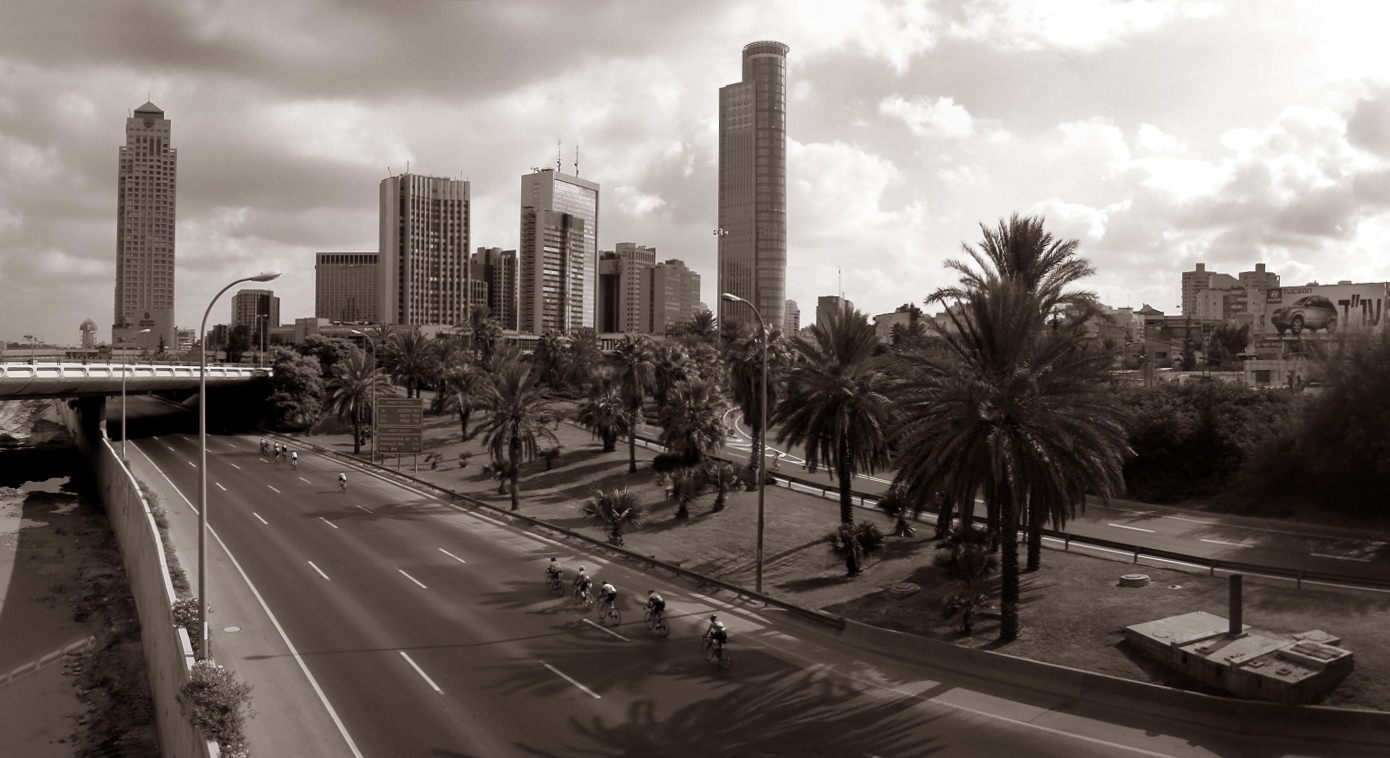
بزرگراهی در تل آویو در روز یوم کیپور.

- پاشیدن خود در قدس
- سوزاندن خون در آتشگاه
- بز برای عزازل
- آماده‌سازی حیوانات قربانی
- خواندن تورات
- تعویض لباس
- قربانی قوچ‌ها
- قربانی مصاف
- سوزاندن امحا و اشحا
- تعویض لباس
- خارج کردن عود از قدس الاقداس
- تعویض لباس
- قربانی عصرانه

## در اسرائیل مدرن
در کشور اسرائیل روز یوم کیپور یک عید رسمی است. در این روز تلویزیون و رادیو هیچ برنامه‌ای پخش نمی‌کنند، فرودگاه بسته است، اتوبوس و مترو از کار میفتند و تمامی مغازه‌ها تعطیل خواهند بود. در سال ۱۹۷۳ در روز یوم کیپور آژیر به صدا درآمد تا مردم را از حمله ناگهانی مصر و سوریه آگاه کند. در سال ۲۰۱۳، ۷۰٪ مردم اسرائیل اظهار کردند که مایلند در روز یوم کیپور روزه بگیرند. از این رو عبارت «صوم کل» (روزه ساده) عبارتی رایج در بین یهودیان در روز قبل از یوم کیپور است. در روز یوم کیپور خوردن و آشامیدن در انظار عمومی بسیار بد تلقی می‌شود. همچنین گوش کردن به موسیقی و رانندگی وسائل نقلیه بسیار مقبوح است. قانونی در مورد این مسائل وجود ندارد ولیکن به دلیل فشار اجتماعی کسی این اعمال را انجام نمی‌دهد. در چند سال اخیر یهودیان سکولار گاهی در روز یوم کیپور به دوچرخه سواری و اسکیت در خیابان‌های خالی در روز یوم کیپور پرداختند.

## در بین مسیحیان
بعضی فرقه‌های مسیحی جدید که روز شبات را در روز شنبه مانند یهودیان نگاه می‌دارند به روزه یوم کیپور نیز اعتقاد دارند؛ ولیکن این‌گونه مسیحیان معمولاً روزه غروب تا غروب و نه ۲۵ ساعته می‌گیرند.

## در اسلام
در ابتدای هجرت محمد به مدینه، تقویم یهودی و تقویم اسلامی با یکدیگر یکسان بوده و دارای سال‌هایی با ماه کبیسه (سیزده‌ماهه) بود. در تقویم یهودی برای جلوگیری از تغییر فصل‌ها در تقویم قمری، هر سه یا چهار سال یکبار سالی سیزده‌ماهه وجود دارد. اعراب قدیم قبل از زمان دین اسلام نیز از این تقویم تبعیت می‌کردند. در روایات زیادی به خصوص در بین کتب مسلمانان سنی، روایت شده است که وقتی محمد به مدینه رسید در روز یوم کیپور (روز دهم ماه هفتم یا عاشورا) بود. او به پیروان خود دستور داد که مانند یهودیان در این روز روزه بگیرند؛ ولیکن در زمانی که قبله از اورشلیم به مکه تغییر یافت و دو دین اسلام و یهودیت به صورت کامل از یکدیگر جدا شدند، آیه نسیء نازل شد و تقویم مسلمانان همیشه ۱۲ ماهه گردید و روزه نیز در روز مکروه (در نزد اهل سنت روزه گرفتن در روزهای عاشورا و تاسوعا، مستحب است) اعلام شد. از این زمان تقویم مسلمانان به چرخش در فصل‌ها افتاد و دیگر عاشورا و یوم کیپور در یک روز نیستند و زمان عاشورا و یوم کیپور هر سال نسبت به یکدیگر تغییر می‌کنند.

## جنگ یوم کیپور
جنگ یوم کیپور یا جنگ اعراب و اسرائیل ۱۹۷۳ جنگی بود که از ششم تا بیست‌وپنجم اکتبر ۱۹۷۳ میان سوریه و مصر (با حمایت چند کشور عربی دیگر) علیه اسرائیل اتفاق افتاد. این جنگ با حمله غافلگیرانه مصر و سوریه علیه مواضع نیروهای اسرائیلی در شرق کانال سوئز و ارتفاعات جولان آغاز شد، مناطقی که شش سال قبل در جنگ شش‌روزه به تصرف قوای اسرائیل درآمده بود. حمله در آخرین ساعات یوم کیپور مقدس‌ترین روز در آئین یهودی آغاز شد. روزی که از غروب ۹ مهر ماه آغاز می‌شود و یهودیان در آن روزه‌دار هستند. از آن‌جا که این جنگ در ماه اکتبر و ماه رمضان رخ می‌داد به جنگ اکتبر و جنگ رمضان نیز معروف شده است.
این جنگ موضع‌گیری‌های بین‌المللی گسترده‌ای را برانگیخت و در جریان آن ایالات متحده و اتحاد جماهیر شوروی دو ابرقدرت وقت با ارسال گسترده تجهیزات نظامی و تدارکاتی به حمایت از متحدین خود پرداختند.
جنگ با حمله‌ای وسیع و موفقیت‌آمیز از سوی نیروهای مصری آغاز شد که از کانال سوئز گذر کرده و بدون برخورد با مقاومت جدی در صحرای سینا پیشروی کردند. اسرائیل پس از سه روز توانست با به تحرک درآوردن بیشتر نیروهای خود یورش مصری‌ها را دفع کرده و نبرد را به بن‌بست بکشاند. سوری‌ها نیز در حمله همزمان نقاط حساسی را در جولان به تصرف خود درآوردند اما اسرائیل پس از سه روز توانست آن‌ّ‌ها را به خط آتش‌بس قبل از جنگ بازگرداند و سپس در یک ضدحمله چهار روزه در عمق خاک سوریه پیشروی کند، به طوری‌که بعد از یک هفته حومه دمشق زیر آتش توپخانه اسرائیل قرار گرفت. انور سادات رئیس‌جمهور مصر که نگران شکست متحد اصلی خود بود تصمیم گرفت با تسخیر دو مسیر استراتژیک در عمق صحرای سینا موقعیت قوی‌تری به دست آورد. اما این حمله به سرعت دفع شده و سپس اسرائیلی‌ها در یک ضد حمله موفق شدند ارتباط نیروهای مصری در شمال و جنوب ساحل شرقی سوئز را قطع کرده و با گذر از سوئز به داخل خاک اصلی مصر وارد شوند. پس از آن اسرائیلی‌ها در دو مسیر؛ یکی از جنوب به سمت بندر سوئز و دیگری از غرب به سوی قاهره پیشروی آهسته‌ای داشتند که با نبردی سنگین و خونین و تلفات بسیار از طرفین همراه بود.
در روز ۲۲ اکتبر میانجی‌گری سازمان ملل برای آتش‌بس ناکام ماند و هر یک از طرفین دیگری را به نقض آتش‌بس متهم می‌کرد. دو روز بعد اسرائیلی‌ها مواضع خود را به طرز قابل توجهی بهبود بخشیده و سپاه سوم مصر در صحرای سینا و همین‌طور شهر سوئز در ساحل دریای سرخ را در محاصره کامل خود گرفتند. روز ۲۵ اکتبر در حالی که اختلاف شوروی و آمریکا به اوج خود رسیده بود، سازمان ملل برای دومین بار درخواست آتش‌بس کرد که با موافقت دو طرف به پایان جنگ منجر شد.
این جنگ تأثیری بسیار عمیق و دیرپا بر طرفین درگیر و منطقه خاورمیانه گذاشت. عرب‌ها که با شکست یک‌طرفه ائتلاف مصر و سوریه و اردن در جنگ سال ۱۹۶۷ به شدت تحقیر شده بودند، این بار با موفقیت‌های ابتدایی در این جنگ روحیه خود را بازیافتند. اسرائیلی‌ها نیز با وجود دستاوردهای چشمگیر عملیاتی و تاکتیکی که در میدان جنگ به دست آوردند، به این نکته پی بردند که برتری نظامی آن‌ها بر نیروهای عربی همیشگی و تضمین‌شده نخواهد بود. این تغییر نگرش راه را برای فرایند صلح میان دو طرف باز کرد تا جایی که در سال ۱۹۷۸ پیمان کمپ دیوید صحرای سینا را به مصر بازگرداند و اسرائیل از سوی مصر که پیش از آن اصلی‌ترین دشمن خود بود، به رسمیت شناخته شد. همچنین این جنگ به فاصله گرفتن مصر از اتحاد شوروی منجر شد تا جایی که این کشور به‌طور کامل از دایره نفوذ شوروی خارج شد.